# Centrum Onkologii im. prof. Franciszka Łukaszczyka w Bydgoszczy

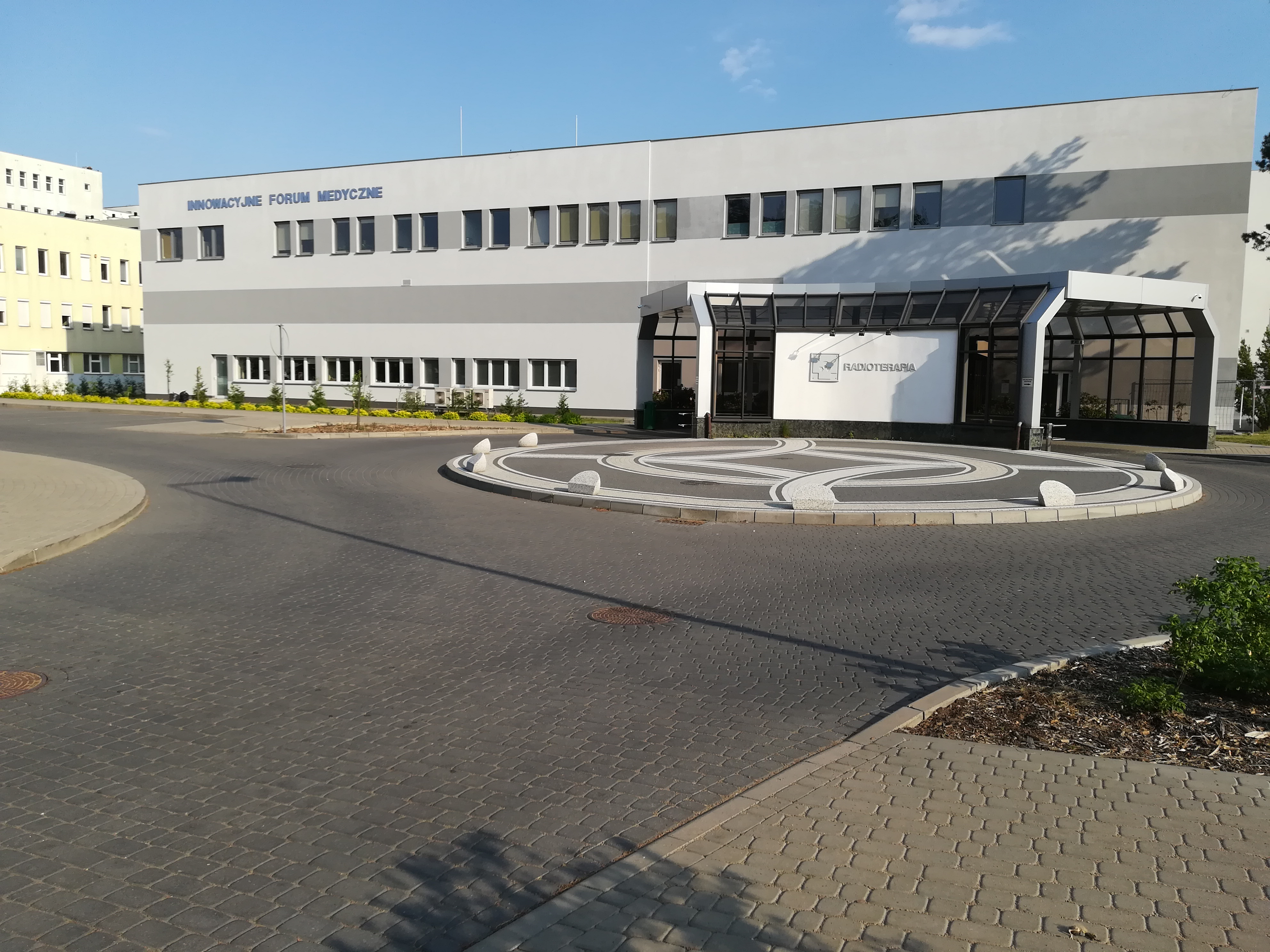
Innowacyjne Centrum Medyczne (2018)

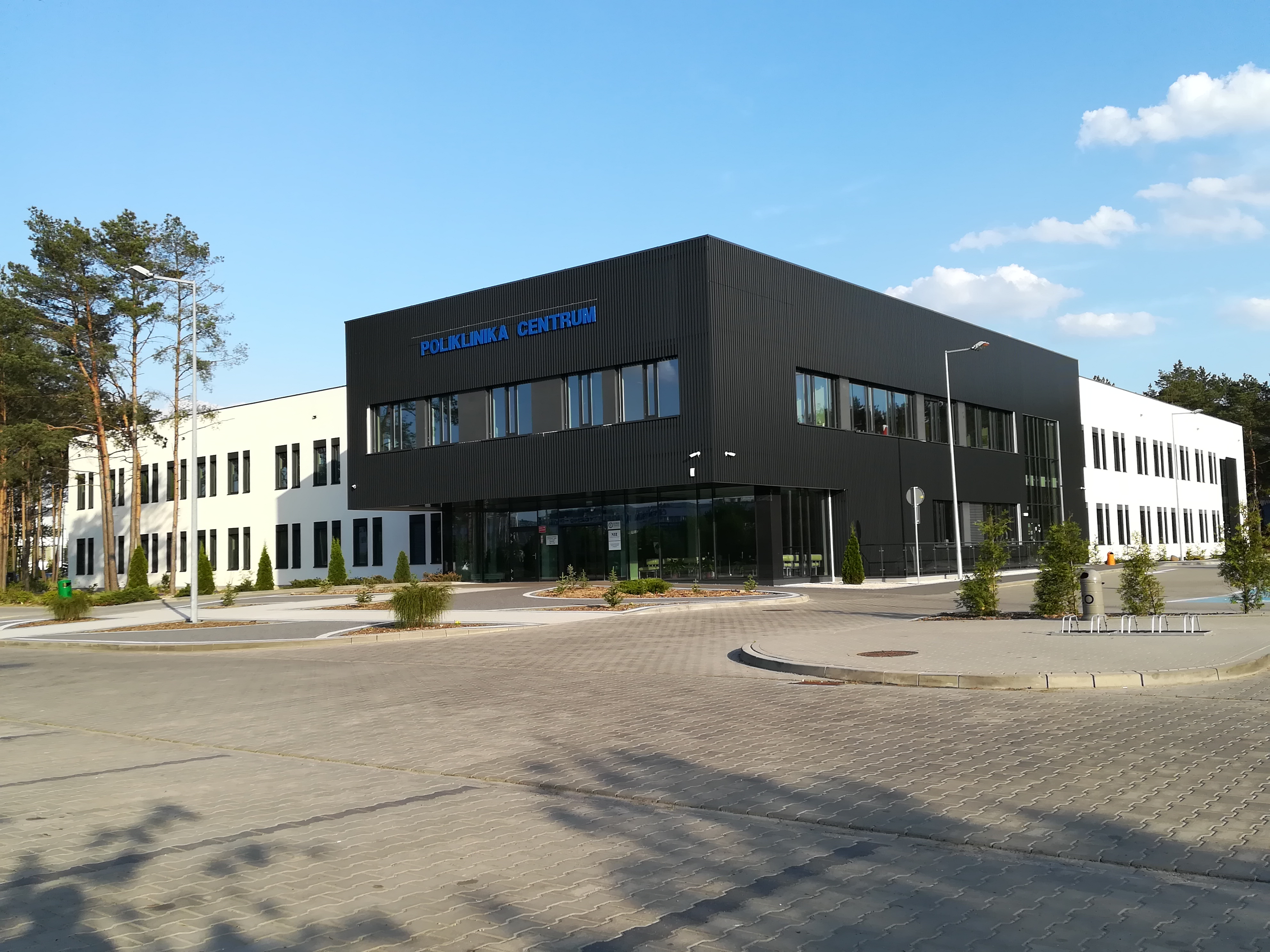
Poliklinka Centrum (2018)

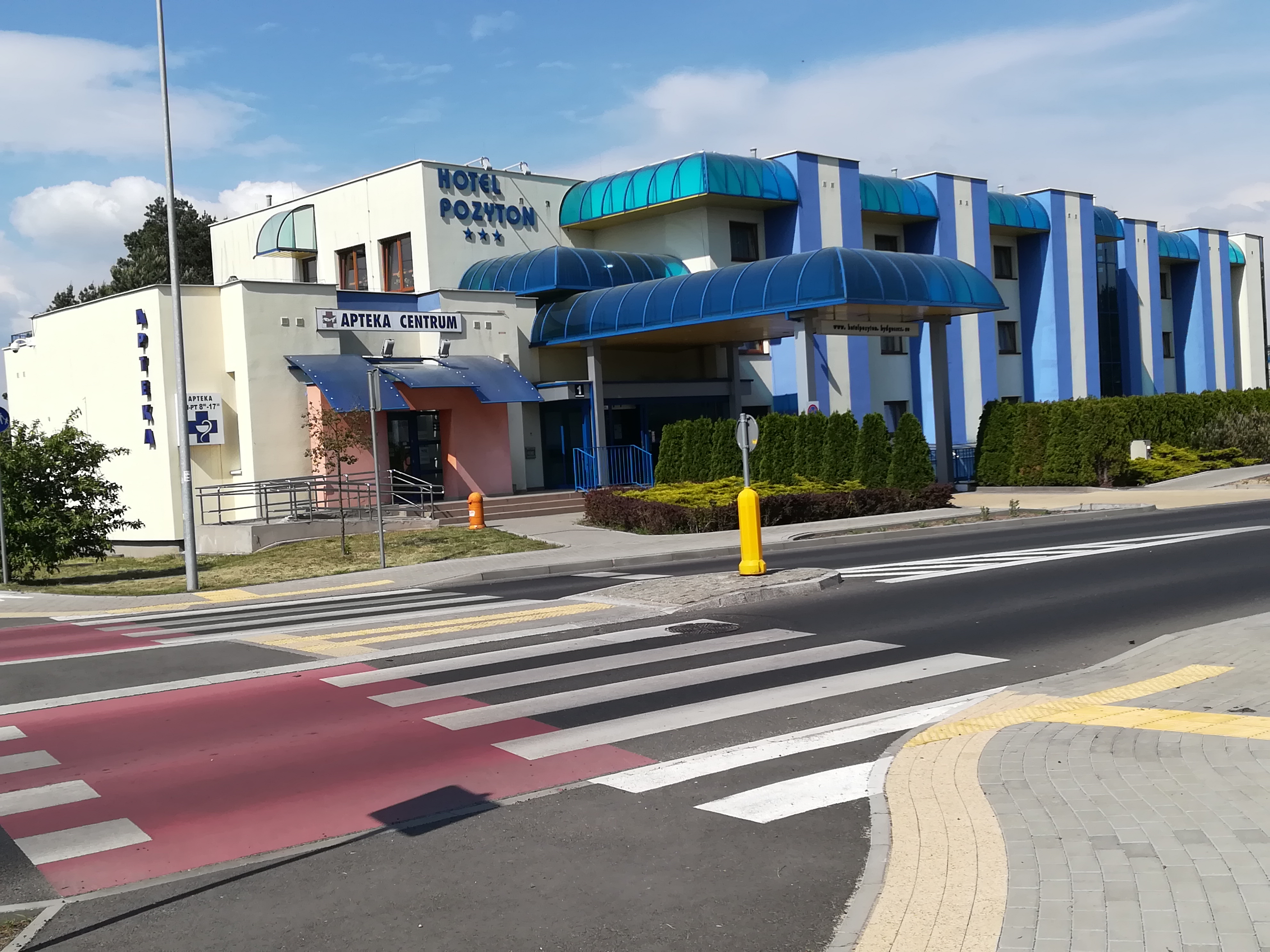
Hotel Pozyton (2018)

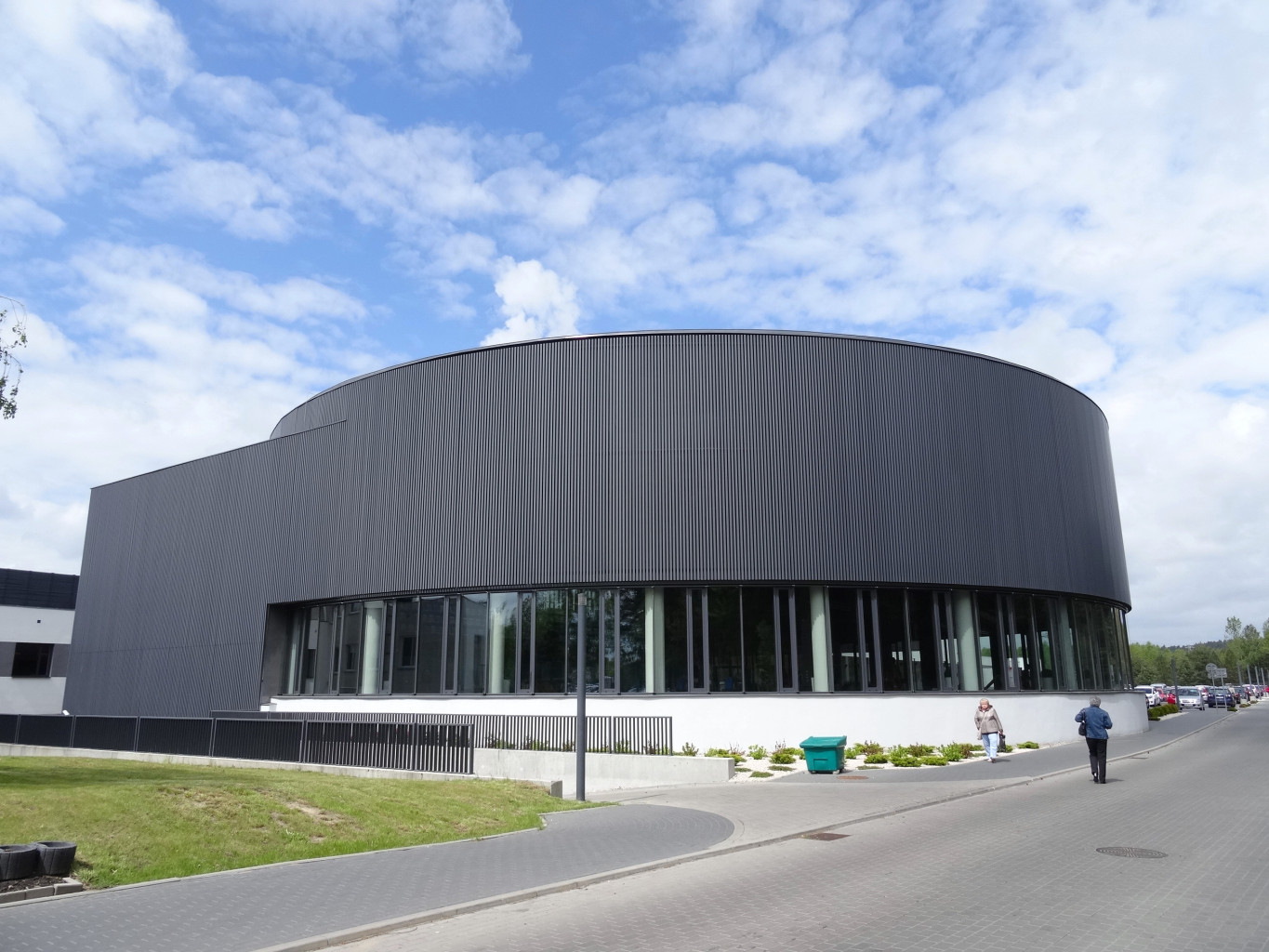
Park Aktywnej Rehabilitacji i Sportu przy Centrum Onkologii, otwarty w 2013 r.

Centrum Onkologii im. prof. Franciszka Łukaszczyka – kompleks onkologiczny znajdujący się w Bydgoszczy w dzielnicy Fordon. Od 2002 r. posiada filię we Włocławku.

## Charakterystyka
Szpital dysponuje 300 łóżkami. Rocznie hospitalizowanych jest ok. 17 tys. pacjentów. W swojej strukturze szpital posiada m.in. 11 oddziałów (w tym 7 klinicznych), 12 zakładów, 22 poradnie specjalistyczne, 9 sal operacyjnych wyposażonych w najnowszą aparaturę oraz 5-stanowiskową salę wybudzeń. Każdy pokój dla pacjentów wyposażony jest w osobną łazienkę, toaletę, telewizor i dostęp do Internetu. Pacjenci jadają w eleganckiej restauracji, w której sami wybierają z oferty składniki posiłków i sami decydują, ile chcą zjeść. Jest jednym z nielicznych w Polsce i jedynym w województwie szpitalem wyposażonym w PET-CT Biograph. Szpital od lat 90. XX w. uzyskuje liczne certyfikaty jakości oraz wysokie miejsca w rankingach krajowych i międzynarodowych. W 2003 r. jako pierwszy szpital w kraju został uhonorowany godłem promocyjnym Teraz Polska, a w rankingach „Bezpieczny Szpital” w latach 2004–2007 zajmował pierwsze miejsce w Polsce.
W 2016 w szpitalu wykonano 5427 operacje, a w 2018 miało ich miejsce 6182. W marcu 2019 administracja ogłosiła plan rozbudowy szpitala m.in. o blok operacyjny z 8 nowymi salami operacyjnymi i 16 dodatkowymi stanowiskami intensywnej opieki. Przedstawiono również plany rozbudowy działu anestezjologii, centralnej sterylizacji, apteki, zakładu patologii nowotworów, zakładu diagnostyki obrazowej i endoskopii.
Organem tworzącym dla szpitala jest samorząd województwa kujawsko-pomorskiego.

## Historia
Od 1945 r. leczenie radem i promieniowaniem rentgenowskim przeprowadzano w Zakładzie Radiologii, a od 1949 r. w Oddziale Rentgenoterapii Szpitala Miejskiego im. dr A. Jurasza. W 1963 r. przy szpitalu powstał pawilon Oddziału Onkologii sfinansowany przez fundację Sue Ryder. Niedługo potem w szpitalu powstał 22-łóżkowy pododdział chirurgii onkologicznej pod kierownictwem dr Jacka Śniegockiego. Pod koniec 1975 roku podjęto decyzję o budowie Regionalnego Centrum Onkologii w Bydgoszczy dla województw: bydgoskiego, toruńskiego, włocławskiego, olsztyńskiego i pilskiego. Projekt opracował mgr inż. arch. Marian Parysek z bydgoskiego „Miastoprojektu”. Realizacja opóźniła się ze względu na kryzys gospodarczy, brak materiałów i tzw. mocy przerobowych. Budowę szpitala rozpoczęto ostatecznie w maju 1983 r.  w dzielnicy Fordon, w miejscu, gdzie w planach urbanistycznych przewidywano kompleks leczniczy (szpital kolejowy, dziecięcy, onkologiczny, psychiatryczny). W styczniu 1985 r. Wojewoda Bydgoski powołał Szpital Onkologiczny w Budowie. 15 marca 1990 r. powołano do życia Regionalne Centrum Onkologii (RCO) – Szpital w Bydgoszczy. Od stycznia przyjmowano już ambulatoryjnie pacjentów w Zakładzie Teleradioterapii. Pod koniec 1993 r. otwarto oddziały: Chemioterapii (dr Jerzy Tujakowski), Radioterapii (dr Benedykt Szamocki), Ginekologii Zachowawczej (dr Jerzy Sukowski), Brachyterapii (dr Anna Kuźmińska). 26 marca 1994 r. szpital uroczyście otwarto, lecz prace wykończeniowe trwały do 1996 r., kiedy otwarto oddziały: Chirurgii Onkologicznej oraz Anestezjologii i Intensywnej Terapii.
Od 1994 r. przy szpitalu działa również placówka opieki paliatywnej Dom Sue Ryder w Bydgoszczy, która w 2000 r. usamodzielniła się jako Regionalny Zespół Opieki Paliatywnej - Dom Sue Ryder. W 1999 r. rozpoczął działalność Zakład Medycyny Nuklearnej, a w rozbudowanym Zakładzie Teleradioterapii uruchomiono linię terapeutyczną. W 2001 r. powstał Zakład Profilaktyki i Promocji Zdrowia. W 2002 r. otwarto Pracownię Rezonansu Magnetycznego, a także Centrum Diagnostyczno Lecznicze – filię RCO we Włocławku. 28 sierpnia 2003 r. zmieniono nazwę na Centrum Onkologii i otwarto pierwszą w Polsce Pracownię Pozytonowej Tomografii Emisyjnej PET-CT.
W 2008 r. przy szpitalu otwarto hotel Pozyton. W latach 2011–2013 zbudowano Park Aktywnej Rehabilitacji i Sportu (PARiS), w 2013 r. rozpoczęto budowę Innowacyjnego Forum Medycznego, a rok później Polikliniki Centrum oraz Zakładu Radioterapii we Włocławku.

### Dyrektorzy
- dr med. Jacek Śniegocki
- dr med. Witold Czechowicz
- dr med. Zbigniew Pawłowicz
- prof. dr hab. Janusz Kowalewski

### Nazwy

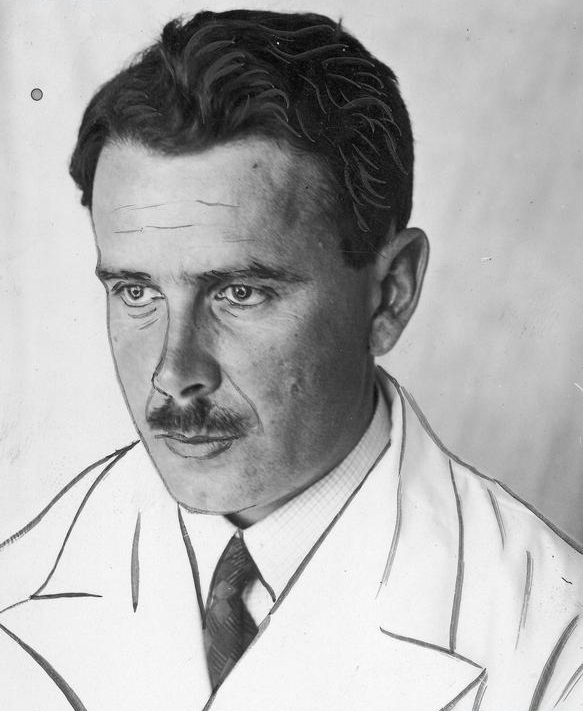
prof. Franciszek Łukaszczyk (1897–1956) – patron szpitala

- 1990–1994 – Regionalne Centrum Onkologii – szpital w Bydgoszczy
- 1994–2003 – Regionalne Centrum Onkologii im. prof. Franciszka Łukaszczyka w Bydgoszczy
- od 2003 – Centrum Onkologii im. prof. Franciszka Łukaszczyka w Bydgoszczy

## Struktura organizacyjna

### Oddziały kliniczne
- Oddział Kliniczny Onkologii
- Oddział Kliniczny Brachyterapii
- Oddział Kliniczny Chirurgii Klatki Piersiowej i Nowotworów
- Oddział Kliniczny Chirurgii Onkologicznej
- Oddział Kliniczny Ginekologii Onkologicznej
- Oddział Kliniczny Nowotworów Piersi i Chirurgii Rekonstrukcyjnej
- Oddział Kliniczny Urologii Onkologicznej

### Oddziały
- Izba Przyjęć
- Oddział Anestezjologii i Intensywnej Terapii
- Oddział Chemioterapii
- Oddział Radioterapii
- Centrum Diagnostyczno-Lecznicze we Włocławku

### Zakłady
- Zakład Fizyki Medycznej
- Zakład Genetyki i Onkologii Molekularnej
- Zakład Profilaktyki i Promocji Zdrowia
- Zakład Radioterapii
- Zakład Diagnostyki Laboratoryjnej
- Zakład Diagnostyki Obrazowej i Radiologii Interwencyjnej
- Zakład Endoskopii
- Zakład Medycyny Nuklearnej
- Zakład Mikrobiologii
- Zakład Patologii Nowotworów i Patomorfologii
- Ambulatorium Chemioterapii
- Dział Centralnej Sterylizacji
- Zakład Utylizacji Odpadów Medycznych

### Przychodnia
Przy szpitalu funkcjonuje przychodnia z 12 poradniami specjalistycznymi: 
- Poradnia Chirurgii Klatki Piersiowej i Nowotworów Płuc
- Poradnia Chirurgii Onkologicznej
- Poradnia Chorób Piersi
- Poradnia Endokrynologiczna
- Poradnia Gastroenterologiczna
- Poradnia Ginekologii Onkologicznej
- Poradnia Laryngologiczna
- Poradnia Onkologiczna
- Poradnia Chemioterapii
- Poradnia Radioterapii
- Poradnia Urologiczna
- Poradnia Anestezjologiczna i Walki z Bólem

## Nagrody 2015
- 1. miejsce w Polsce w przeglądzie akredytacyjnym Centrum Monitorowania Jakości w Ochronie Zdrowia w 2015 roku; poziom spełnianych standardów wynosi 98%, co jest najwyższym wynikiem w historii akredytacji uzyskanym wg zestawu standardów dla szpitali[7]
- 1. miejsce w województwie kujawsko-pomorskim (6. w kraju) w rankingu „Bezpieczny Szpital 2015” przygotowanym przez Centrum Monitorowania Jakości w Ochronie Zdrowia[8]

## Patron
Patronem szpitala od 1994 roku jest prof. Franciszek Łukaszczyk (1897–1956) – lekarz, uczeń Marii Curie-Skłodowskiej, pionier radiolecznictwa, współzałożyciel Instytutu Radowego w Warszawie.

## Galeria

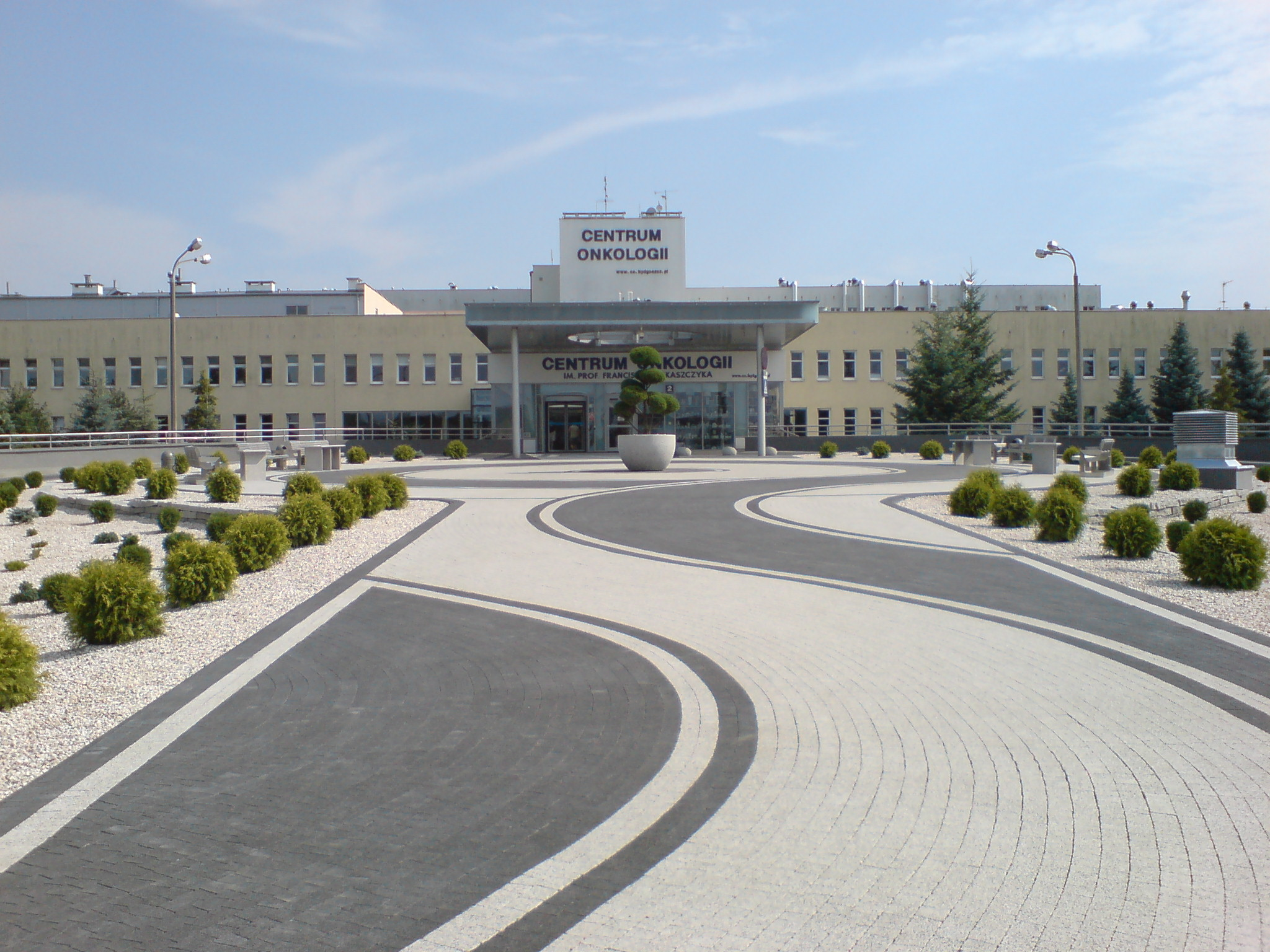
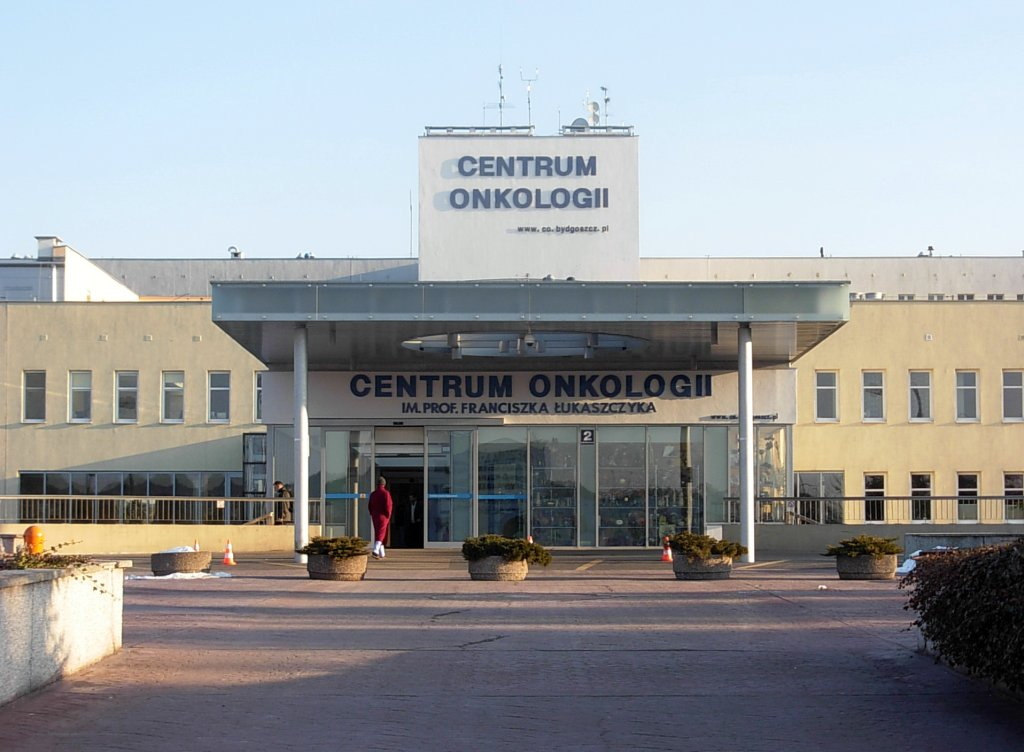
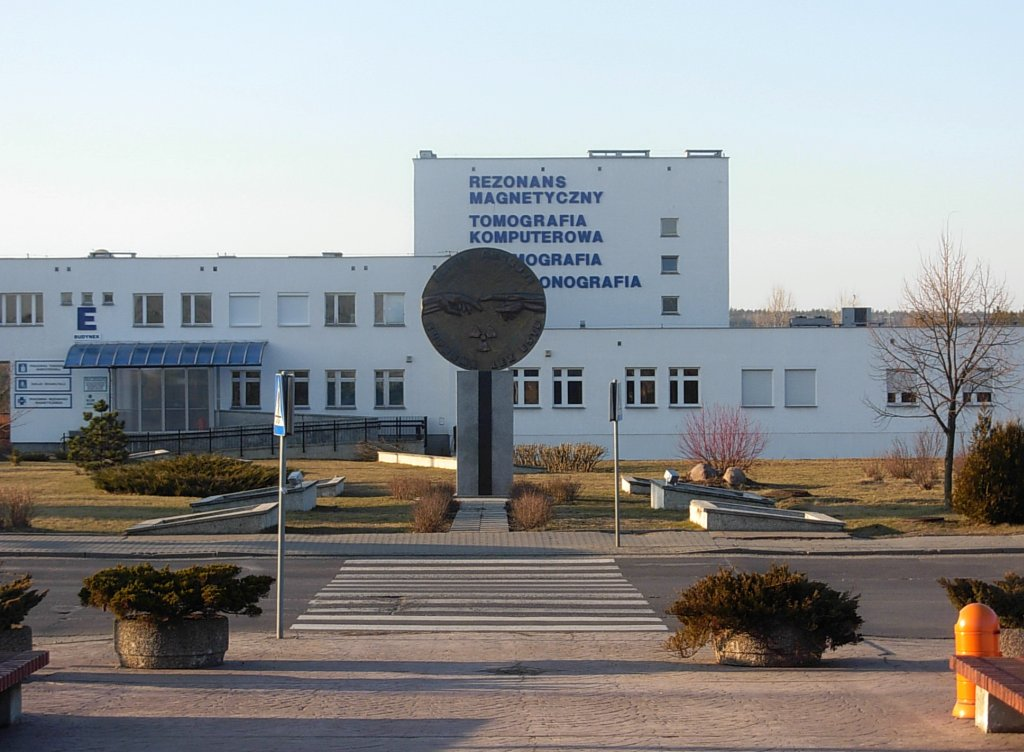
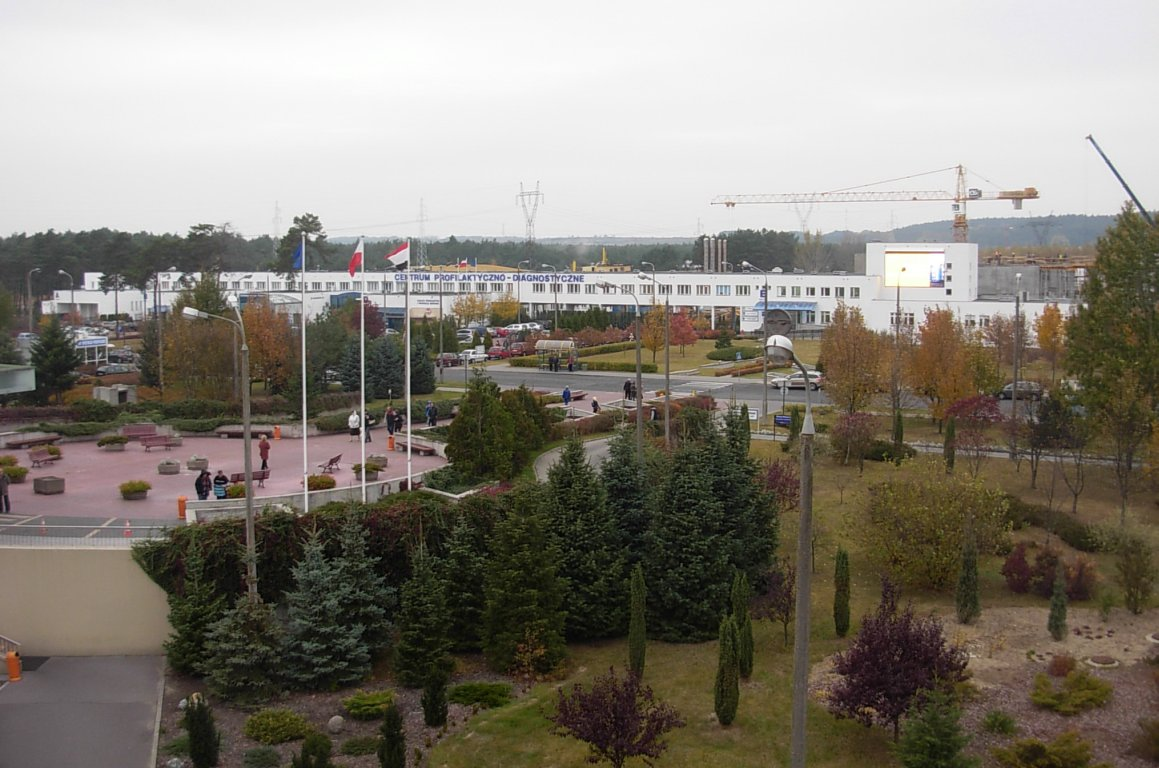
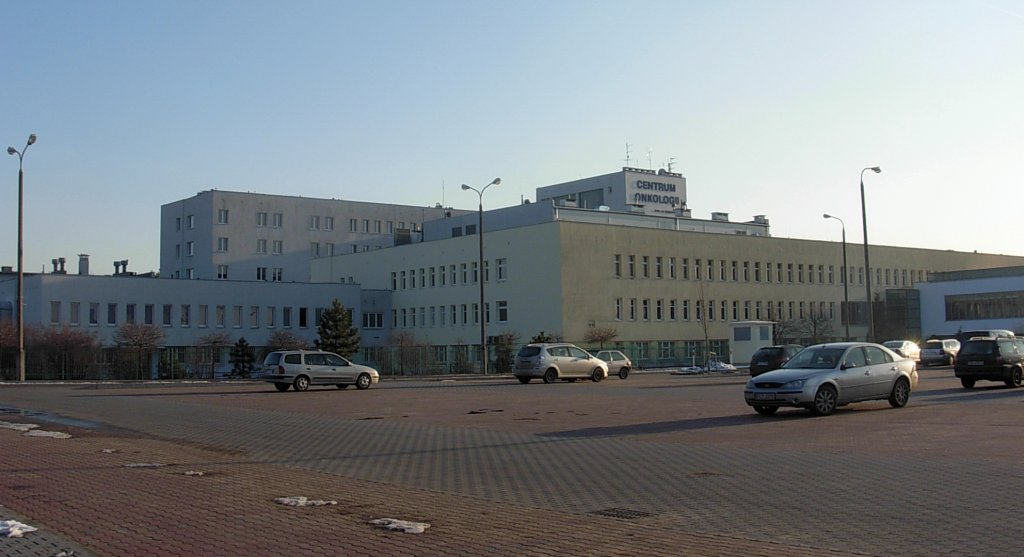